# Amazonina sooretamensis
Amazonina sooretamensis är en kackerlacksart som beskrevs av Rocha e Silva 1963. Amazonina sooretamensis ingår i släktet Amazonina och familjen småkackerlackor. Inga underarter finns listade i Catalogue of Life.